# 杜棠
杜棠（？—？），甘肃伏羌（今甘肃甘谷）人，是一名明朝政治人物。
杜棠曾于1470年接替李文任上海县知县一职，1471年由王崇之接任。